# Мартиньш Плявіньш
Мартиньш Плявіньш  (латис. Mārtiņš Pļaviņš, 8 травня 1985) — латвійський волейболіст і пляжний волейболіст, олімпійський медаліст.

## Виступи на Олімпіадах
| Олімпіада   | Дисципліна       | Місце                       |
| ----------- | ---------------- | --------------------------- |
| Пекін 2008  | пляжний волейбол | =9                          |
| Лондон 2012 | пляжний волейбол | 3 (партнер — Яніс Шмединьш) |